# Achille (1930)
Achille (Q147) – francuski oceaniczny okręt podwodny z okresu międzywojennego i II wojny światowej, jedna z 31 jednostek typu Redoutable. Okręt został zwodowany 28 maja 1930 roku w stoczni Arsenal de Brest w Breście, a do służby w Marine nationale wszedł w czerwcu 1933 roku. Jednostka pełniła służbę na Atlantyku i wzięła udział w kampanii norweskiej. 18 czerwca 1940 roku „Achille” został samozatopiony w Breście, by uniknąć dostania się w ręce Niemców.

## Projekt i budowa
„Achille” zamówiony został na podstawie programu rozbudowy floty francuskiej z 1926 roku. Projekt (o sygnaturze M6 ) był ulepszeniem pierwszych powojennych francuskich oceanicznych okrętów podwodnych – typu Requin. Poprawie uległa krytykowana w poprzednim typie zbyt mała prędkość osiągana na powierzchni oraz manewrowość. Posiadał duży zasięg i silne uzbrojenie; wadą była ciasnota wnętrza, która powodowała trudności w dostępie do zapasów prowiantu i amunicji. Konstruktorem okrętu był inż. Jean-Jacques Roquebert.
„Achille” zbudowany został w stoczni Arsenal de Brest. Stępkę okrętu położono w 1927 roku, został zwodowany 28 maja 1930 roku, a do służby w Marine nationale przyjęto go w czerwcu 1933 roku . Jednostka otrzymała numer burtowy Q147 .

## Dane taktyczno–techniczne
„Achille” był dużym, oceanicznym okrętem podwodnym o konstrukcji dwukadłubowej. Długość całkowita wynosiła 92,3 metra (92 metry między pionami), szerokość 8,2 metra i zanurzenie 4,7 metra. Wyporność standardowa w położeniu nawodnym wynosiła 1384 tony (normalna 1570 ton), a w zanurzeniu 2084 tony. Okręt napędzany był na powierzchni przez dwa silniki wysokoprężne Schneider o łącznej mocy 6000 KM. Napęd podwodny zapewniały dwa silniki elektryczne o łącznej mocy 2000 KM. Dwuśrubowy układ napędowy pozwalał osiągnąć prędkość 17 węzłów na powierzchni i 10 węzłów w zanurzeniu. Zasięg wynosił 10 000 Mm przy prędkości 10 węzłów w położeniu nawodnym (lub 4000 Mm przy prędkości 17 węzłów) oraz 100 Mm przy prędkości 5 węzłów pod wodą. Zbiorniki paliwa mieściły 95 ton oleju napędowego . Dopuszczalna głębokość zanurzenia wynosiła 80 metrów, a czas zanurzenia 45-50 sekund. Autonomiczność okrętu wynosiła 30 dób .
Okręt wyposażony był w siedem wyrzutni torped kalibru 550 mm: cztery na dziobie i jeden potrójny zewnętrzny aparat torpedowy. Prócz tego za kioskiem znajdował się jeden podwójny dwukalibrowy (550 lub 400 mm) aparat torpedowy . Na pokładzie było miejsce na 13 torped, w tym 11 kalibru 550 mm i dwie kalibru 400 mm . Uzbrojenie artyleryjskie stanowiło działo pokładowe kalibru 100 mm M1925 L/45 oraz zdwojone stanowisko wielkokalibrowych karabinów maszynowych Hotchkiss kalibru 13,2 mm L/76 .
Załoga okrętu składała się z 4 oficerów oraz 57 podoficerów i marynarzy.

## Służba
W momencie wybuchu II wojny światowej okręt pełnił służbę na Atlantyku, wchodząc w skład 2. dywizjonu 4. eskadry okrętów podwodnych w Breście . Dowódcą jednostki był w tym okresie kpt. mar. P.A.G. Terlier . Od 22 września do 3 listopada 1939 roku okręt (wraz z bliźniaczymi jednostkami „Pasteur”, „Casabianca” i „Sfax”) patrolował rejon przylądka Ortegal w poszukiwaniu niemieckich statków handlowych zmierzających do hiszpańskich portów . W dniach 14–25 listopada „Achille” eskortował krążownik pomocniczy „Quercy” na trasie z Brestu do Halifaxu, a od 10 do 22 grudnia uczestniczył w eskorcie konwoju HXF-12 z Halifaxu do Liverpoolu  . 17 kwietnia 1940 roku wszystkie jednostki 2. dywizjonu okrętów podwodnych („Achille”, „Pasteur”, „Casabianca” i „Sfax”) udały się do Harwich, by wspomóc Brytyjczyków w kampanii norweskiej (dowództwo „Achille” sprawował kpt. mar. E. Michaud) . 18 kwietnia okręt przepłynął do Dundee, skąd 20 kwietnia wyszedł na patrol pod Stavanger . Na kolejny patrol jednostkę wysłano w okolice Lindesnes, a zakończył się on 28 kwietnia  . W nocy z 13 na 14 maja pod Lindesnes „Achille” podczas ataku na dwa niemieckie transportowce został niecelnie obrzucony bombami przez wrogie samoloty . 20 maja okręt powrócił do Dundee i został uszkodzony w nalocie (niesprawne były zewnętrzne zbiorniki paliwa, echosonda i obie śruby napędowe) . 25 maja uszkodzona jednostka wraz z pomocniczym stawiaczem min „Pollux” opuściła Rosyth i udała się do Cherbourga . W czerwcu okręt znajdował się w Breście w naprawie, a jego dowódcą był nadal kpt. mar. E. Michaud . 18 czerwca 1940 roku znajdująca się w stoczni w Breście jednostka została samozatopiona, by uniknąć zdobycia przez zajmujących port Niemców .